# Mónica Puig
Mónica Puig Marchán (Hato Rey, San Juan, 27 de septiembre de 1993) es una ex tenista puertorriqueña, campeona de los Juegos Olímpicos de Río de Janeiro 2016 en la categoría individual femenino.
Es la primera medallista de oro olímpico de Puerto Rico. También fue medallista de oro en los juegos centroamericanos de Mayagüez 2010, Veracruz 2014 y Barranquilla 2018 y medallista de plata de los XVI Juegos Panamericanos de Guadalajara 2011. Actualmente, Puig se desempeña como comentarista en español de tenis y béisbol para la cadena ESPN.

## Vida personal
Mónica Puig es de padre estadounidense de origen cubano, José Puig, y madre puertorriqueña, Astrid Marchán. Sus abuelos paternos son españoles, de origen catalán. Comenzó a practicar el deporte del tenis a los 6 años aleccionada por sus padres.
Se casó el 11 de noviembre de 2022, con el tenista amateur norteamericano Nathan Rakitt, en Puerto Rico, a quien conoció cuando eran niños, habiéndose comprometido en matrimonio en octubre del 2021.

## Trayectoria
La trayectoria deportiva de Mónica Puig se identifica por su participación en los siguientes eventos nacionales e internacionales:
- 2016 - Ganadora de la medalla de oro en los Juegos Olímpicos de Río 2016 (primera medalla de oro de un deportista representando a Puerto Rico en Olimpiadas).
- 2010 - Atleta Puertorriqueña del Año
- Clasificada #2 en el ITF World Junior Rankings
- Primera victoria Nivel A en Porto Alegre, Brasil
- Medalla de oro en los Juegos Centroamericanos y del Caribe
- 4 títulos profesionales
- Ganadora del Premio Juventud - Nueva Promesa del Deporte

### Juegos Centroamericanos y del Caribe
Fue reconocido su triunfo de ser la tenista con el mayor número de medallas de la selección de  Puerto Rico en los juegos de Mayagüez 2010.

#### Juegos Centroamericanos y del Caribe de Mayagüez 2010
Su desempeño en la vigésima primera edición de los juegos, se identificó por ser la tenista con el mayor número de medallas entre todos los participantes del evento, con un total de 2 medallas:

- , Medalla de oro: Individual
- , Medalla de bronce: Dobles

#### Juegos Panamericanos Guadalajara 2011
- , Medalla de plata: Individual

Llegó sin ceder un set a la final, que perdió con Irina Falconi. Antes había derrotado a la primera clasificada, Christina McHale (antigua campeona panamericana). La tenista boricua se convirtió en la favorita de la afición mexicana, que la trató como a una jugadora propia.

## Retiro
El 13 de junio de 2022, anunció su retiro del tenis profesional activo, tras casi 20 años de carrera, aduciendo problemas físicos, por el cual dijo ella que "su cuerpo no daba para mas".

## Títulos WTA (2; 2+0)

### Individuales (2)
| Leyenda                    |
| Grand Slam (0)             |
| WTA Tour Championships (0) |
| Juegos Olímpicos (1)       |
| Premier Mandatory (0)      |
| Premier 5 (0)              |
| Premier (0)                |
| International (1)          |

| N.º | Fecha                | Torneo          | Superficie    | Oponente en la final | Resultado     |
| --- | -------------------- | --------------- | ------------- | -------------------- | ------------- |
| 1.  | 24 de mayo de 2014   | Estrasburgo     | Tierra batida | Silvia Soler         | 6-4, 6-3      |
| 2.  | 13 de agosto de 2016 | JJ.OO. Río 2016 | Dura          | Angelique Kerber     | 6-4, 4-6, 6-1 |

#### Finalista (2)
| N.º | Fecha                 | Torneo     | Superficie | Oponente en la final | Resultado |
| --- | --------------------- | ---------- | ---------- | -------------------- | --------- |
| 1.  | 15 de enero de 2016   | Sídney     | Dura       | Svetlana Kuznetsova  | 0-6, 2-6  |
| 2.  | 21 de octubre de 2017 | Luxemburgo | Dura (i)   | Carina Witthöft      | 3-6, 5-7  |

## Títulos ITF (6)
| Torneos de $100,000 |
| Torneos de $75,000  |
| Torneos de $50,000  |
| Torneos de $25,000  |
| Torneos de $15,000  |
| Torneos de $10,000  |

| Resultado   | N.º | Fecha                   | Torneo                      | Superficie | Oponentes                 | Resultado     |
| ----------- | --- | ----------------------- | --------------------------- | ---------- | ------------------------- | ------------- |
| Campeona    | 1.  | 19 de abril de 2010     | Torrente, España            | Arcilla    | Nanuli Pipiya             | 3-6, 6-1, 6-2 |
| Campeona    | 2.  | 20 de febrero de 2011   | Surprise, Estados Unidos    | Dura       | Lenka Wienerova           | 6-4, 6-0      |
| Campeona    | 3.  | 1 de mayo de 2011       | Chiasso, Suiza              | Arcilla    | Andrea Hlaváčková         | 7-6(4), 7-5   |
| Campeona    | 3.  | 22 de agosto de 2011    | San Luis Potosí, México     | Dura       | Nika Kukharchuk           | 6-3, 6-0      |
| Subcampeona | 5.  | 25 de junio de 2012     | Bayamon, Puerto Rico        | Dura       | Michelle Larcher de Brito | 3-6, 2-6      |
| Subcampeona | 6.  | 12 de marzo de 2012     | Poza Rica, Veracruz, México | Dura       | Yaroslava Shvédova        | 1-6, 2-6      |
| Subcampeona | 7.  | 25 de junio de 2012     | Périgueux, Francia          | Arcilla    | Irina Khromacheva         | 3-6, 2-6      |
| Campeona    | 8.  | 8 de octubre de 2012    | Joué-lès-Tours, Francia     | Dura       | Maria João Koehler        | 3-6, 6-4, 6-1 |
| Campeona    | 9.  | 22 de octubre de 2012   | Poitiers, Francia           | Dura       | Yelena Vesnina            | 7-5, 1-6, 7-5 |
| Subcampeona | 10. | 23 de diciembre de 2012 | Ankara, Turquía             | Dura       | Ana Savić                 | 7-5, 3-6, 4-6 |

## Actuación en TorneosGrand Slam

### Individual
| Torneos                   | 2013         | 2014         | 2015         | 2016 | 2017 | 2018 | G–P   |
| ------------------------- | ------------ | ------------ | ------------ | ---- | ---- | ---- | ----- |
| Grand Slam                |              |              |              |      |      |      |       |
| Abierto de Australia      | A            | 2R           | 2R           | 3R   | 2R   |      | 5–4   |
| Roland Garros             | 3R           | 1R           | 1R           | 3R   | 2R   |      | 5–5   |
| Wimbledon                 | 4R           | 1R           | 1R           | 1R   | 1R   |      | 3–5   |
| Abierto de Estados Unidos | 1R           | 2R           | 1R           | 1R   | 1R   |      | 1–4   |
| G–P                       | 5–3          | 2–4          | 1–4          | 4–4  | 1–1  | -    | 13–16 |
| Juegos Olímpicos          | No Celebrado | No Celebrado | No Celebrado | G    | N C  | N C  | 6–0   |